# Годлі (Техас)
Годлі (англ. Godley) — місто (англ. city) в США, в окрузі Джонсон штату Техас. Населення — 1450 осіб (2020).

## Географія
Годлі розташоване за координатами 32°27′12″ пн. ш. 97°31′57″ зх. д. / 32.45333° пн. ш. 97.53250° зх. д. (32.453415, -97.532523).  За даними Бюро перепису населення США в 2010 році місто мало площу 4,31 км², з яких 4,29 км² — суходіл та 0,02 км² — водойми.

## Демографія
Згідно з переписом 2010 року, у місті мешкало 1009 осіб у 350 домогосподарствах у складі 264 родин. Густота населення становила 234 особи/км².  Було 376 помешкань (87/км²).
Расовий склад населення:
| - 95,6 % — білих - 0,5 % — чорних або афроамериканців - 0,3 % — корінних американців - 0,2 % — азіатів - 1,4 % — осіб інших рас |

До двох чи більше рас належало 2,0 %. Частка іспаномовних становила 8,6 % від усіх жителів.
За віковим діапазоном населення розподілялося таким чином: 31,4 % — особи молодші 18 років, 59,2 % — особи у віці 18—64 років, 9,4 % — особи у віці 65 років та старші. Медіана віку мешканця становила 33,6 року. На 100 осіб жіночої статі у місті припадало 105,1 чоловіків;  на 100 жінок у віці від 18 років та старших — 94,4 чоловіків також старших 18 років.
Середній дохід на одне домашнє господарство  становив 51 750 доларів США (медіана — 41 699), а середній дохід на одну сім'ю — 53 865 доларів (медіана — 45 417). Медіана доходів становила 38 939 доларів для чоловіків та 27 981 долар для жінок. За межею бідності перебувало 16,2 % осіб, у тому числі 16,7 % дітей у віці до 18 років та 4,0 % осіб у віці 65 років та старших.
Цивільне працевлаштоване населення становило 510 осіб. Основні галузі зайнятості: виробництво — 14,5 %, освіта, охорона здоров'я та соціальна допомога — 14,3 %, сільське господарство, лісництво, риболовля — 13,5 %.